# Magneuptychia lea
Magneuptychia lea är en fjärilsart som beskrevs av Pieter Cramer 1779. Magneuptychia lea ingår i släktet Magneuptychia och familjen praktfjärilar. Inga underarter finns listade i Catalogue of Life.

## Bildgalleri

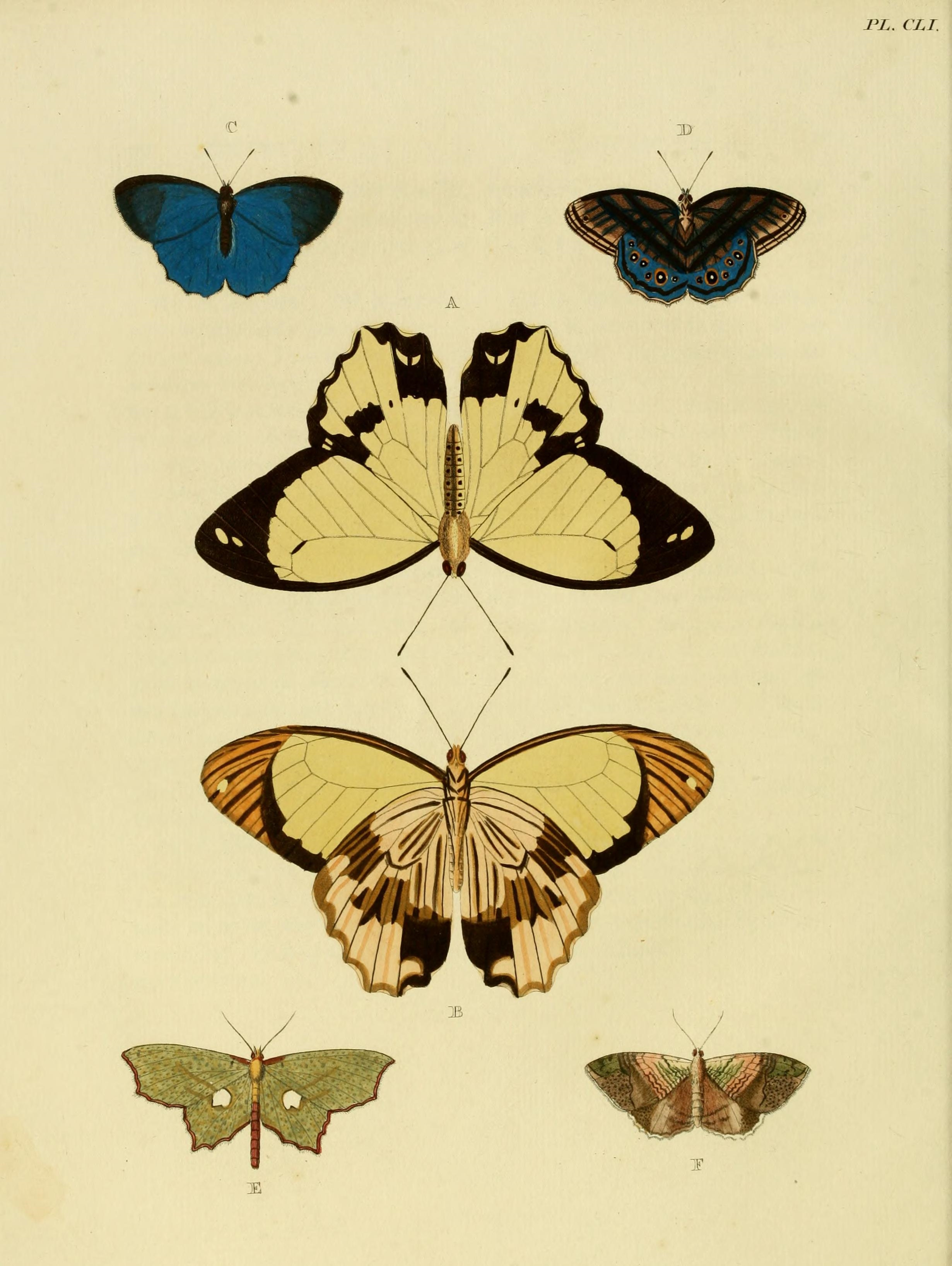
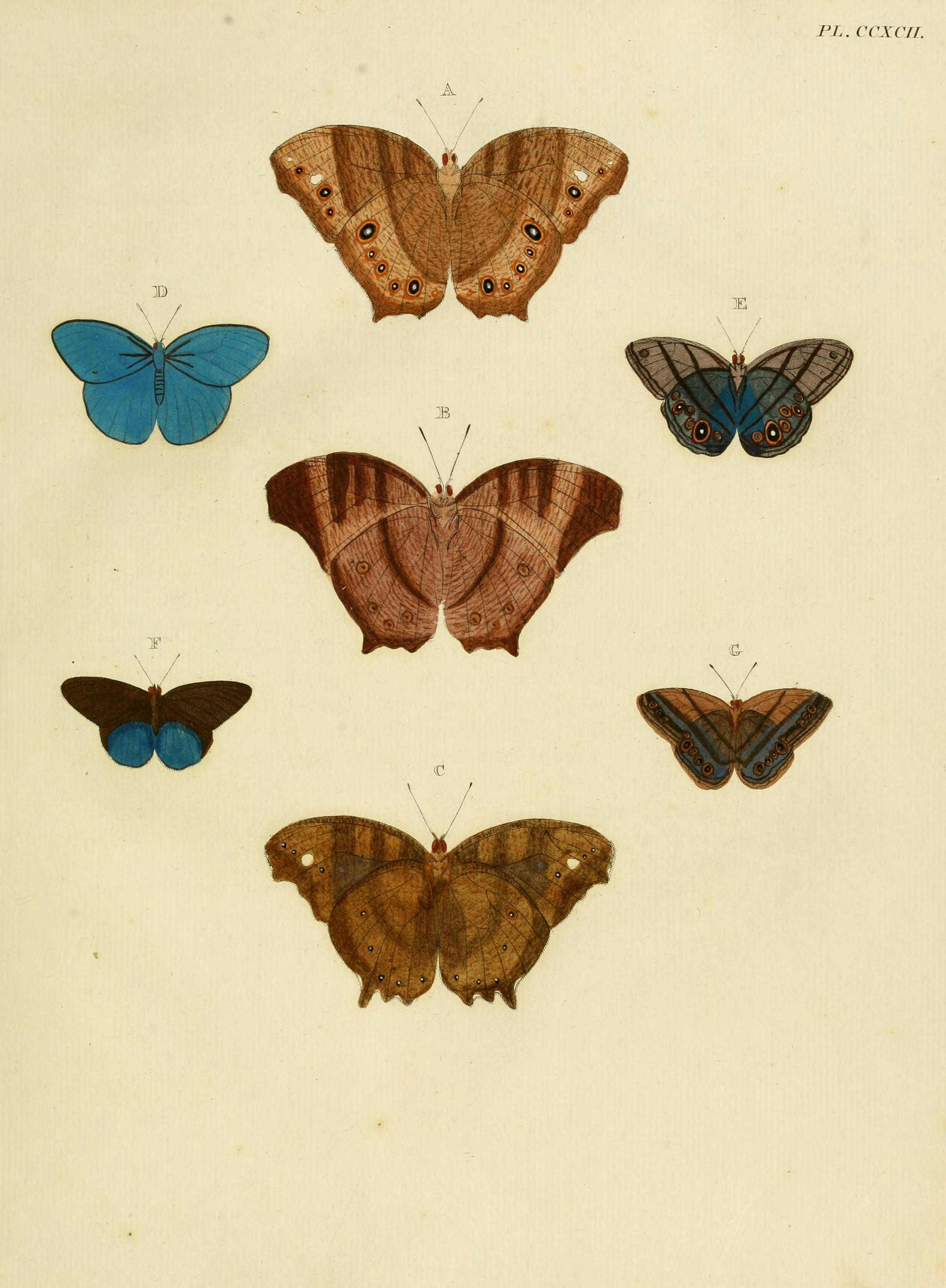